# Кобляковское сельское поселение
Кобляковское сельское поселение — муниципальное образование со статусом сельского поселения в
Братском районе Иркутской области России. Административный центр — село Кобляково.

## Демография
По результатам Всероссийской переписи населения 2010 года
численность населения муниципального образования составила 1659 человек, в том числе 819 мужчины и 840 женщин.

## Населённые пункты
- село Кобляково
- деревня Анчирикова
- посёлок Бурнинская Вихоря
- село Дубынино
- посёлок Придорожный
- посёлок Сахарово